# كيلي جيمس
كيلي جيمس (بالإنجليزية: Kelly James)‏ هو متسلق الجبال أمريكي، ولد في 2 فبراير 1958، وتوفي في 11 ديسمبر 2006.